# Daniel Sarmiento
Daniel Sarmiento Melián (* 25. August 1983 in Las Palmas de Gran Canaria, Spanien) ist ein spanischer ehemaliger Handballspieler, der meistens auf der Position Rückraum-Mitte eingesetzt wurde.

## Karriere

### Verein
Daniel Sarmiento begann in seiner Heimatstadt mit dem Handballspiel. Später wechselte er zum größten Klub seiner Heimatinsel, CBM Gáldar, für den er auch in der Liga ASOBAL debütierte. Als sein Verein jedoch 2003 Konkurs anmelden musste, wechselte Sarmiento aufs Festland zu BM Ciudad de Almería. Dort blieb er vier Jahre, ehe er 2007 vom Spitzenverein Ademar León unter Vertrag genommen wurde. Als Ersatz für Claus Møller-Jakobsen eingeplant, übernahm Sarmiento bei dessen Verletzung Verantwortung, scheiterte in der Hauptrunde der EHF Champions League aber knapp am deutschen Klub THW Kiel. Im Jahr 2009 wechselte Sarmiento zum Ligarivalen FC Barcelona. Mit Barcelona gewann er 2011, 2012, 2013, 2014, 2015 und 2016 die Meisterschaft sowie die EHF Champions League 2010/11 und 2014/15. 2013/14 errang er zusätzlich die Supercopa Asobal, die Copa ASOBAL und die Copa del Rey de Balonmano.
Ab dem Sommer 2016 lief er für den französischen Erstligisten Saint-Raphaël Var Handball auf. Nach sechs Spielzeiten in Frankreich beendete er im Sommer 2022 vorläufig seine Karriere.
Im August 2022 unterschrieb er einen Vertrag bis Ende 2022 beim polnischen Erstligisten Wisła Płock, nachdem sich die beiden Spielmacher Niko Mindegía und Gergő Fazekas verletzt hatten.
Ab November 2024 stand er erneut für den nun in der spanischen dritten Liga spielenden Desatascos Jumbo Gáldar auf dem Feld. Im Sommer 2025 beendete Sarmiento seine Handballkarriere. Als Handballtrainer ist er weiterhin bei BM Gáldar tätig.

### Nationalmannschaft
Mit der spanischen Nationalmannschaft wurde Sarmiento 2013 Weltmeister im eigenen Land. Bei der Europameisterschaft 2014 in Dänemark gewann er Bronze. 2018 und 2020 wurde er mit der spanischen Mannschaft Europameister. Mit der spanischen Auswahl gewann er bei den Olympischen Spielen in Tokio Bronze. Bei der Europameisterschaft 2022 gewann er mit Spanien die Silbermedaille, er bestritt als nachnominierter Spieler vier von neun Spielen und warf zwei Tore.